# تنبلان (زرآباد)
تنبلان یا تنبلان پایین، روستایی در دهستان تنبلان بخش کاروان شهرستان زرآباد در استان سیستان و بلوچستان ایران است. این روستا، مرکز دهستان تنبلان است.

## جمعیت
بر پایه سرشماری عمومی نفوس و مسکن در سال ۱۳۹۵، جمعیت این روستا برابر با ۲۴۳ نفر (۶۱ خانوار) بوده‌است.